# Lego Scooby-Doo
Lego Scooby-Doo est une gamme du jeu de construction Lego basé sur la franchise Scooby-Doo, lancée en août 2015. Elle apparaît également dans le jeu vidéo Lego Dimensions.

## Listes des ensembles

### Ensembles Scooby-Doo
| Nom original             | Nom français                        | no de référence | Date de sortie | Nbr de pièces | Figurines |
| ------------------------ | ----------------------------------- | --------------- | -------------- | ------------- | --- |
| Mummy Mystery Museum     | Le Mystère du musée de la momie     | 75900           | 2015           | 110           | Scooby-Doo, Sammy Rogers, Momie / Dr Najib                                                                                         |
| Mystery Plane Adventures | Les Aventures mystérieuses en avion | 75901           | 2015           | 128           | Scooby-Doo, Sammy Rogers, Cavalier sans tête / Elwood Crane                                                                        |
| The Mystery Machine      | La Machine mystérieuse              | 75902           | 2015           | 301           | Scooby-Doo, Sammy Rogers, Fred Jones, Zombie / Zeke                                                                                |
| Haunted Lighthouse       | Le Phare hanté                      | 75903           | 2015           | 437           | Scooby-Doo, Sammy Rogers, Daphné Blake, Gardien de phare / Verona Dempsey, Monstre des marais / M. Brown                           |
| Mystery Mansion          | La Maison mystérieuse               | 75904           | 2015           | 860           | Scooby-Doo, Sammy Rogers, Daphné Blake, Véra Dinkley, Vampire / Bob Oakley, Fantôme / Grand Bluestone, Chevalier noir / M. Wickles |

### EnsembleDimensions
Ce « pack-équipe » propose des personnages et des objets connectables au jeu sur consoles Lego Dimensions.
| Nom original | Nom français           | no de référence | Date de sortie | Nbr de pièces | Contenu                                                      |
| ------------ | ---------------------- | --------------- | -------------- | ------------- | ------------------------------------------------------------ |
|              | Pack Équipe Scooby-Doo | 71206           | 2015           | 81            | Scooby-Doo, Sammy Rogers, Mystery Machine, Scoobiscuit géant |

## Adaptations animées
Par l'achat de la licence Scooby-Doo, The Lego Group produit plusieurs films d'animations en 3D à partir de 2015 :
- Lego Scooby-Doo : Terreur au temps des chevaliers (2015), moyen métrage de Rick Morales[5]

- Lego Scooby-Doo : Le Fantôme d'Hollywood (Lego Scooby-Doo!: Haunted Hollywood, 2016)[6],[7]

- Lego Scooby-Doo : Mystère sur la plage (Lego Scooby-Doo! Blowout Beach Bash, 2017) d'Ethan Spaulding[8]

ainsi qu'une web-série, Lego Scooby-Doo, composée d'une quinzaine d'épisodes d'une minute, tous réalisés par Ethan Marak et diffusés sur YouTube entre 2015 et 2016.